# Länsväg 403
De Zweedse weg 403 (Zweeds: Länsväg 403) is een provinciale weg in de provincie Norrbottens län in Zweden en is circa 23 kilometer lang.

## Plaatsen langs de weg
- Pajala
- Törmäsniva
- Kolari

## Knooppunten
- Riksväg 99 bij Pajala (begin)
- Aansluiting op Regionalväg 943 in Finland